# Maestro di sci

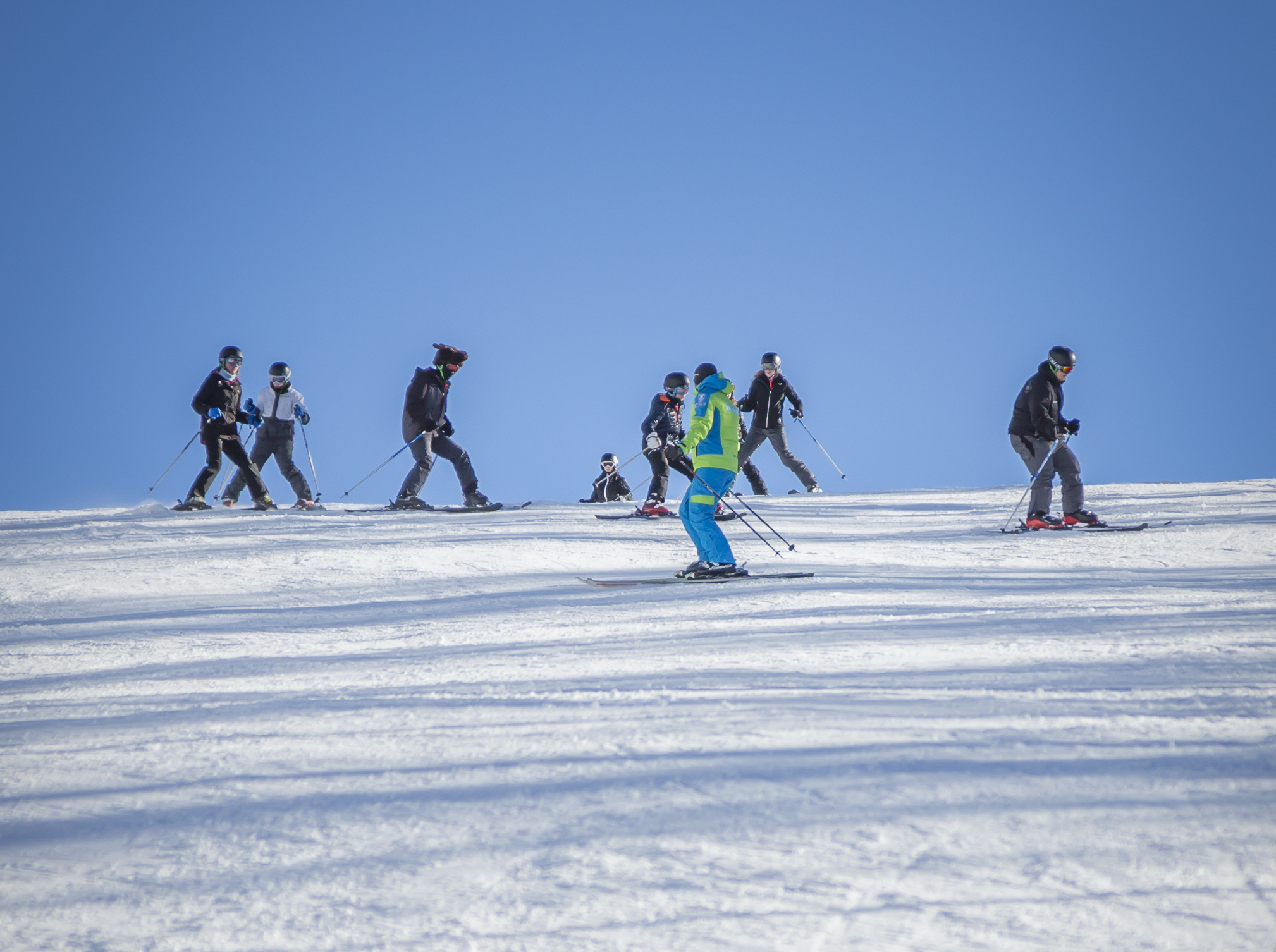
Maestro di sci a Claviere

Il maestro di sci è la figura professionale che ha il compito di insegnare le tecniche sciistiche in tutte le loro specializzazioni e con qualsiasi attrezzo, lungo piste da sci, itinerari sciistici, percorsi di sci fuori pista ed escursioni sciistiche. Ricopre il ruolo di sciatore professionista e di insegnante altamente specializzato con profonde conoscenze dell'ambiente montano e in grado di intervenire anche in situazioni d'emergenza.

## Storia
Il primo maestro di sci della storia fu sicuramente l'austriaco Matthias Zdarsky pioniere assoluto dello sci moderno, inventore della tecnica del "voltata d'appoggio". A Zdarsky si deve la pubblicazione del primo testo sull'insegnamento dello sci intitolato La tecnica dello sci di Lilienfelder dal nome della località in cui viveva. Zdarsky era in grado di insegnare a gruppi di duecento persone anche se arrivò ad insegnare a gruppi di 1600 allievi quando fu chiamato dall'esercito austriaco ad impartire lezioni ai soldati impegnati durante il primo conflitto mondiale. Altro grande "insegnante" dello sci alpino fu un altro austriaco contemporaneo di Zdarsky il colonnello Giorgio Bilgeri il quale organizzò il primo corso di sci riservato a militari e scrisse il secondo grande testo dello sci moderno L'arte dello sci nelle Alpi.
Hannes Schneider nato nel 1890 a Stuben, nella regione austriaca dell'Arlberg elaborò una nuova tecnica di sciata che rese famosa in tutto il mondo la Scuola dell'Arlberg. La tecnica, chiamata del stemm cristiania, fu l'evoluzione dello stemmbogen di Bilgeri. La scuola fondata da Schneider a St. Anton am Arlberg nel 1918 aveva la particolarità di prevedere per la prima volta una suddivisione degli allievi per classi ed una vera e propria progressione didattica degli stessi attraverso esercizi che andavano dallo spazzaneve fino al parallelo.

### Storia in Italia
I primi maestri di sci in Italia furono formati nel dicembre 1932 dall'allora Federazione Italiana dello Sci trasformatasi l'anno successivo nella Federazione italiana sport invernali durante un corso tenutosi a Claviere. A questo primo corso furono promossi ventiquattro maestri, tra di essi: Mario Bernasconi, Ottone Buon, Pietro Brun, Lillo Colli, Emilio Comici, Demetrio Cristomanno, Giovanni Delago di Merano, Martino della Sega, Cesare Ferriani del Terminillo e Guido Negro, Normanno Tavernaro.
Negli anni successivi altri maestri furono formati, soprattutto nel nord Italia, dalla F.I.S.I. a seguito di corsi ufficiali che si svolgevano una o due volte l'anno. A regolare la professione vi era un regolamento interno della Federazione. Solo nel 1940 col R.D. del 6 maggio 1940 n 635 venne sancita l'equiparazione dei maestri di sci alle guide alpine, la formazione per l'esercizio del mestiere consisteva nel superamento di un esame, avente ad oggetto la topografia del luogo in cui si sarebbe andata ad esercitare l'attività lavorativa nonché nozioni di pronto soccorso. Inoltre gli aspiranti maestro dovevano sottoporsi ad un esame da parte della F.I.S.I. che certificasse il loro livello tecnico.
A seguito di altre due leggi, una del 1977 e l'altra del 1983 venne demandato agli enti locali, in questo caso regioni e provincie la legiferazione e regolamentazione sul mestiere di guida alpina e di maestro di sci. L'ultima legislazione in materia di insegnamento dello sci è stata la legge 8 marzo 1991 n. 81 "Legge-quadro per la professione di maestro di sci ed ulteriori disposizioni in materia di ordinamento della professione di guida alpina".

## Discipline
Alcune discipline e materie in cui un maestro di sci è tipicamente esperto:
- Sci alpino
- Sci di fondo
- Snowboard
- Telemark
- Freeride
- Eliscì
- Freestyle
- Nivologia e ARVA
- Meteorologia
- Soccorso piste e soccorso valanghe

## Il maestro di sci in Italia
In base alla legislazione in vigore, il maestro di sci costituisce una professione regolamentata con la costituzione di albi professionali tenuti dai Collegi Regionali dei Maestri di Sci, quali organi di autogoverno della professione, sotto la supervisione ed il controllo delle Regioni. Al vertice dell'organizzazione amministrativa della professione vi è il Collegio Nazionale dei Maestri di sci col compito di coordinare l'attività dei collegi regionali e provinciali.
L'articolo 2 della legge nazionale n. 81/1991 definisce in questo modo la professione:
«È maestro di sci chi insegna professionalmente, anche in modo non esclusivo e non continuativo, a persone singole ed a gruppi di persone, le tecniche sciistiche in tutte le loro specializzazioni, esercitate con qualsiasi tipo di attrezzo, su piste di sci, itinerari sciistici, percorsi di sci fuori pista ed escursioni con gli sci che non comportino difficoltà richiedenti l'uso di tecniche e materiali alpinistici, quali corda, piccozza, ramponi».
Per divenire maestro è necessario seguire un percorso formativo, tenuto su base regionale, costituito da:
- Una preselezione composta da due prove pratiche consistenti, la prima in uno slalom gigante cronometrato, la seconda nell'esecuzione di tre archi di curva di livello sette.
- Il corso maestri della durata minima di 90 giorni divisi in moduli distribuiti nell'arco di un anno circa, comprendente una decina di materia tra pratica, didattica e teoria.
- Il superamento degli esami finali di tutte le materie svolte durante il corso maestri, se superati tutti con esito positivo si diviene ufficialmente maestri di sci
- Iscrizione all'albo ed al collegio professionale della regione o provincia nella quale si vuole insegnare, senza quale non si può svolgere la professione.

L'iscrizione all'albo professionale ha efficacia di tre anni ed è rinnovata previo un accertamento dell'idoneità psicofisica ed a seguito della frequenza di corsi di aggiornamento sulle tecniche sciistiche e le modalità di insegnamento. Il maestro di sci che non frequenti i corsi di aggiornamento sarà sospeso dall'albo.

### Istruttori nazionali
La formazione professionale dei maestri di sci è affidata agli Istruttori Nazionali quali corpo insegnante tecnico altamente specializzato. Gli istruttori nazionali compongono le commissioni d'esame per le preselezioni ai corsi maestri, formano il corpo docente dei corsi stessi e dei corsi di aggiornamento professionale. 
Gli istruttori sono formati dalla Federazione italiana sport invernali-CoScuMa e formano la Commissione delle Scuole e dei Maestri. 
Possono accedere alla categoria tutti i maestri di sci regolarmente iscritti ad un albo regionale o provinciale e in regola con il tesseramento alla FISI. Per conseguire il titolo il maestro deve partecipare al "Master Istruttori Nazionali" relativo alla sua disciplina. Il master è articolato in:
- test selettivo di ammissione
- moduli tecnici-didattici e teorico scientifici
- esami finali

Gli istruttori nazionali sono sottoposti, ogni tre anni, ad una conferma tecnica obbligatoria che se non superata con esito positivo impedisce di esercitare la professione di istruttore fino alla successiva sessione di conferma tecnica. Al raggiungimento del cinquantaduesimo (52) anno di età cessa l'obbligo di conferma triennale ed è facoltà dell'istruttore sottoporsi comunque alla verifica tecnica per proseguire la professione o rinunciarci ed essere inserito nell'elenco degli Istruttori Accademici.
Al raggiungimento del cinquantottesimo (58) anno di età l'istruttore nazionale cesserà di esercitare a tutti gli effetti l'attività.